# Ted Lapidus
Pour les articles homonymes, voir Lapidus.
Ted Lapidus, de son vrai nom Edmond Lapidus, est un couturier français, né le 23 juin 1929 à Paris et mort le 29 décembre 2008 à Mougins.
Marié avec Véronique Zuber (Miss Paris en 1954 et Miss France en 1955), ils ont eu un fils né en 1958, Olivier Lapidus.

## Biographie
Fils d’un tailleur juif russe émigré, Robert Lapidus, et de Cécile Guitine, Ted Lapidus a effectué ses études secondaires à Marseille puis Annecy.
Inscrit à la Faculté de médecine de Paris, il change d'orientation en 1950 et effectue un passage éclair chez Dior avant de devenir tailleur au Club de Paris.
L'année suivante, il crée sa propre maison de couture.
De par sa notoriété de plus en plus importante, il est sollicité pour habiller les personnalités de l'époque, parmi lesquelles Brigitte Bardot, Alain Delon et John Lennon. L'une de ses premières mannequins est Annabel Buffet.
En 1961, il crée le cours de coupe académique de Tokyo. Deux ans plus tard, il entre à la Chambre syndicale de la haute couture. 
En 1969, le leader des Beatles John Lennon commande un costume TEDD pour une séance photo de la couverture de l'album Abbey Road.
En 1970, les parfums Ted Lapidus sont lancés en partenariat avec L'Oréal. À la même époque, un réseau de licences est développé en Europe.
En 1982, à 53 ans, Ted Lapidus passe le relais à son fils Olivier Lapidus. La maison déménage au 32 rue François-Ier dans le 8e arrondissement de Paris.
Les lancements de parfums se poursuivent : Ted Lapidus Création, en 1984, Pour homme en 1987, Fantasmes en 1992, Fou d'Elle en 1997. Plusieurs partenariats sont également développés : avec Pronuptia, Lexus et Toyota notamment.
En plus des collections de haute couture, Olivier Lapidus développe la collection de prêt-à-porter Tex, distribuée chez Carrefour.
En 1994, Olivier Lapidus reçoit le dé d’or.
Malade depuis plusieurs années d'une leucémie, Ted Lapidus décède le 29 décembre 2008 à Cannes des suites d'une insuffisance respiratoire. Il est enterré le 2 janvier 2009 au cimetière du Père-Lachaise (53e division). Les funérailles sont conduites par Gilles Bernheim, grand-rabbin de France.

## Conception de costumes pour le cinéma
Ted Lapidus a conçu des costumes pour plusieurs films :
- Frou-Frou d'Augusto Genina, 1955
- Bob le flambeur de Jean-Pierre Melville, 1956
- Le Feu aux poudres de Henri Decoin, 1957
- À cause, à cause d'une femme de Michel Deville, 1963
- L'Appartement des filles de Michel Deville, 1967
- Les Jeunes Loups de Marcel Carné, 1968
- Le Voyou de Claude Lelouch, 1970
- Les Seins de glace de Georges Lautner, 1974

## Œuvre littéraire
De par sa passion pour la poésie, ses pairs le surnommaient le « poète de la haute couture ». Il laisse derrière lui de nombreux poèmes et manuscrits.